# A Última Testemunha
A Última Testemunha é uma telenovela brasileira produzida e exibida pela RecordTV entre 1 de agosto de 1968 e 28 de fevereiro de 1969 com 152 capítulos, sendo substituída por Algemas de Ouro. Foi escrita por Benedito Ruy Barbosa e dirigida por Walter Avancini. Foi a primeira novela da emissora após 2 anos dos incêndios que destruiriam os estúdios.
Contou com Susana Vieira, Agnaldo Rayol, Reny de Oliveira, Ivan Mesquita, Laura Cardoso, Márcia Maria, Fúlvio Stefanini e Lolita Rodrigues nos papeis principais

## Produção

Teresa Campos e Susana Vieira em cena da novela.

Foi a primeira telenovela produzida em dois anos na emissora, uma vez que em 1966 e 1968 dois incêndios de grandes proporções destruiriam os estúdios de gravação, fazendo com que a emissora tivesse que cancelar as novelas em pré-produção até que tudo estivesse reconstruido novamente. Apesar do estrondoso sucesso de Antônio Maria na Rede Tupi, a trama de Benedito conseguiu liderar em alguns momentos e o autor atribuiu o sucesso à atuação de Susana Vieira.

## Enredo
Maria Tereza é uma professora do interior que chega em São Paulo para trabalhar e conhece Biba, uma menina cega, surdo-muda e analfabeta, que foi a única testemunha do assassinato de Estela, mas que nunca conseguiu dizer quem foi. A professora decide ensina-la a se comunicar custe o que custar, contando com ajuda do motoboy Otávio, com quem vive um romance, porém isso coloca os três na mira do misterioso assassino a solta. Quem julga o caso é o juiz Rogério, um homem que passa a ser ameaçado a deixar o caso, embora tente se manter resistente. A esposa dele, Mariana, 
inferniza o romance da filha Anita com o pobre Geraldo.
No último capítulo, Biba sente o cheiro da loção do assassino e aponta para Nestor, esposo da falecida e principal beneficiário de um seguro de vida milionário. Constância atira no cunhado no meio do tribunal para vingar a morte irmã.

## Elenco
| Ator              | Personagem                |
| ----------------- | ------------------------- |
| Susana Vieira     | Maria Tereza              |
| Agnaldo Rayol     | Otávio Olivieri           |
| Reny de Oliveira  | Biba Rodrigues            |
| Ivan Mesquita     | Juiz Rogério Bourbon      |
| Laura Cardoso     | Mariana Bourbon           |
| Fúlvio Stefanini  | Geraldo                   |
| Márcia Maria      | Anita Bourbon             |
| Lolita Rodrigues  | Constância de Albuquerque |
| Geórgia Gomide    | Mirtes Rodrigues          |
| David Neto        | Nestor de Albuquerque     |
| Altair Lima       | Maurício Lima             |
| Léa Garcia        | Yvete Lima                |
| Percy Aires       | Dr. Adolfo                |
| Verinha Darcy     | Isabel                    |
| Maurício do Valle | Antonio                   |
| Elizabeth Gasper  | Celina                    |
| Henrique César    | Fernando                  |
| Germano Filho     | Gustavo                   |
| Helena Ignez      | Mina                      |
| Adriano Stuart    | Paco                      |
| Ayres Pinto       | Neco                      |
| Teresa Campos     | Maria das Dores           |
| Maria Cecília     | Beatriz                   |
| Helena Inês       | Mina                      |
| Teodoro Marcos    | José Carlos               |

### Participações especiais
| Ator              | Personagem            |
| ----------------- | --------------------- |
| Márcia de Windsor | Estela de Albuquerque |